# Calzada de Valdunciel (kommunhuvudort)
Calzada de Valdunciel är en kommunhuvudort i Spanien. Den ligger i provinsen Provincia de Salamanca och regionen Kastilien och Leon, i den centrala delen av landet, 180 km väster om huvudstaden Madrid. Calzada de Valdunciel ligger 801 meter över havet och antalet invånare är 683.
Terrängen runt Calzada de Valdunciel är platt. Runt Calzada de Valdunciel är det ganska glesbefolkat, med 23 invånare per kvadratkilometer. Närmaste större samhälle är Salamanca, 13,5 km söder om Calzada de Valdunciel. Trakten runt Calzada de Valdunciel består till största delen av jordbruksmark.